# Sant’Elia Fiumerapido
Sant’Elia Fiumerapido – miejscowość i gmina we Włoszech, w regionie Lacjum, w prowincji Frosinone.
Według danych na rok 2004 gminę zamieszkuje 6196 osób, 151,1 os./km².